# Ernst Wehner (Politiker)
Ernst Gerhard Wehner (* 1. Dezember 1894 in Rosbach; † 29. Juni 1976 in Waldbröl) war ein deutscher Kommunalpolitiker der CDU.
Der gelernte Mechanikermeister Ernst Wehner, der bis 1939 auch ein Büromaschinengeschäft in Siegen unterhielt, war von 1948 bis 1969 Bürgermeister der ehemaligen selbstständigen Gemeinde Dattenfeld. Nach deren Auflösung wurde er 1969 zum Ehrenbürger der „Altgemeinde“ Dattenfeld ernannt. Außerdem vertrat er viele Jahre bis 1969 die Interessen seiner Heimat als Abgeordneter der CDU im Kreistag des Siegkreises. 
Zahlreiche Ehrenämter und Funktionen, wie z. B. seine langjährige Tätigkeit als Kirchenrendant der katholischen Pfarrei Dattenfeld, säumten seinen Lebensweg. 
1965 verlieh ihm der damalige Bundespräsident Heinrich Lübke das Bundesverdienstkreuz.
Dem Rat der 1969 neuentstandenen Gemeinde Windeck (aus Dattenfeld, Herchen und Rosbach) gehörte er noch eine Legislaturperiode bis 1975 an, bevor er 1976 starb.
| Personendaten    | Personendaten                     |
| ---------------- | --------------------------------- |
| NAME             | Wehner, Ernst                     |
| ALTERNATIVNAMEN  | Wehner, Ernst Gerhard             |
| KURZBESCHREIBUNG | deutscher Kommunalpolitiker (CDU) |
| GEBURTSDATUM     | 1. Dezember 1894                  |
| GEBURTSORT       | Rosbach (Windeck)                 |
| STERBEDATUM      | 29. Juni 1976                     |
| STERBEORT        | Waldbröl                          |